# Pramnos
Die Pramnos war ein griechisches Frachtschiff, das ursprünglich als Senja in norwegischem Dienst stand und 1944 von der deutschen Kriegsmarine requiriert, 1945 durch britische Fliegerbomben versenkt, 1947 gehoben, repariert und unter norwegischer Flagge wieder in Fahrt gebracht wurde. 1973 sank das Schiff unter Flagge nach einer Kollision im Mittelmeer.

## Geschichte
Die Senja wurde 1938 von der Moss Værft & Dokk in Moss mit der Baunummer 72 für die Vesteraalens Dampskibsselskab in Stokmarknes gebaut. Sie war 65,3 m lang und 10,55 m breit, hatte 4,15 m Tiefgang und war mit 858 BRT und 421 NRT vermessen. Ihre Tragfähigkeit betrug 1405 tdw. Eine 4-Takt-7-Zylinder-Dieselmaschine von MAN leistete 765 PS und ergab eine Höchstgeschwindigkeit von 11,5 Knoten.
Sie wurde im Juli 1938 ausgeliefert und, wie auch ihre beiden Schwesterschiffe Vardø und Andenes, im Küstenfrachtverkehr auf der Hurtigruten zwischen Oslo und Kirkenes eingesetzt.
Während der deutschen Besetzung Norwegens ab April 1940 fuhr sie meist auf der Strecke Oslo – Havnnes (Hamnnes) auf der Insel Uløya am Lyngenfjord; gelegentlich holte sie auch Kohle von Svalbard.
Im Oktober 1944 wurde das Schiff von der Besatzungsmacht requiriert und mit deutscher Besatzung unter deutscher Flagge als Versorgungsschiff für die Kriegsmarine in Nordnorwegen eingesetzt. Am 4. Mai 1945 wurde das Schiff, ebenso wie das Wohn- und U-Boot-Depotschiff Black Watch und das U-Boot U 711, in der Kilbotnbucht südlich von Harstad bei einem britischen Fliegerangriff (Operation Judgement) auf den dortigen U-Boot-Stützpunkt der Kriegsmarine versenkt.
1947 wurde das Schiff gehoben und bei der Akers Mekaniske Verksted in Oslo repariert und danach, nunmehr mit 891 BRT vermessen, im April 1948 wieder auf der Route von Oslo nach Kirkenes eingesetzt. Im Dezember 1966 wurde das Schiff auf den Namen Hestmannen umgetauft, da die Reederei ein in diesem Jahr gebautes größeres Schiff mit dem Namen Senja in Betrieb nahm. 1967 wurde das Schiff an die Pramnos Shipping Agency in Piräus (Griechenland) verkauft, die es in Pramnos umbenannte. Am 10. Mai 1973, während einer Fahrt mit Zement von Civitavecchia nach Marina di Carrara, kollidierte die Pramnos vor Porto Santo Stefano mit dem Motorschiff Tony und sank.